# Melica smithii
Melica smithii är en gräsart som först beskrevs av Thomas Conrad Porter, och fick sitt nu gällande namn av George Vasey. Melica smithii ingår i släktet slokar, och familjen gräs. Inga underarter finns listade i Catalogue of Life.